# Clase hoja
En lenguajes de programación orientada a objetos basados en clases, una clase hoja es una clase que no se debería ser extendida o tener subclases. Esto puede establecerse por convención o mediante el uso de una característica del lenguaje.

## Ejemplo
En Java se utiliza la palabra clave final.
```
  
public
 
final
 
class
 
String
 
{

    
// ...

  
}

```

- Datos: Q8346688